# Occisor versutus
Occisor versutus är en tvåvingeart som beskrevs av Frederick Wollaston Hutton 1901. Occisor versutus ingår i släktet Occisor och familjen parasitflugor. Inga underarter finns listade i Catalogue of Life.